# Чемерица
Чемери́ца  (лат. Verátrum) — род растений семейства Мелантиевые.

## Ботаническое описание
Чемерицы — это многолетние травы, развивающие короткое подземное корневище и высокие надземные стебли, окружённые при основании влагалищами прошлогодних листьев.
Стеблевые листья многочисленные, складчатые, эллиптические, стеблеобъемлющие.
Стебель заканчивается метельчатым соцветием; цветки зеленоватые (у чемерицы белой), или тёмно-красные (у чемерицы чёрной); околоцветник шестилистный, остающийся, тычинок шесть, пестик с верхней трёхгнёздной завязью и тремя столбиками — эта особенность заставляет некоторых ботаников относить чемерицу к семейству Безвременниковые (Colchicaceae).
Плод — коробочка, семена сплюснутые, крылатые.
Растение ядовитое, содержит алкалоид вератрин. Белую чемерицу в Испании долгое время называли травой арбалетчиков, подразумевая боевое использование отравляющего действия растения.

## Биологические особенности
Срок жизни растения составляет около 50 лет, зацветает обычно на 16—30-й год жизни.

## Ботаническая классификация

### Виды и естественные гибриды

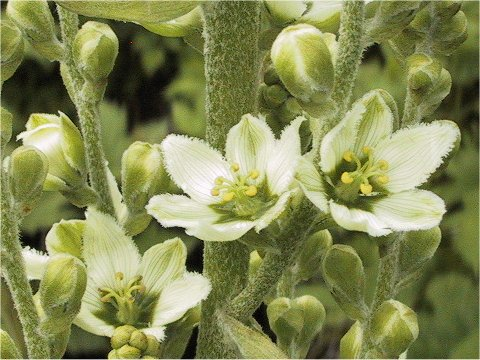
Veratrum oxysepalum

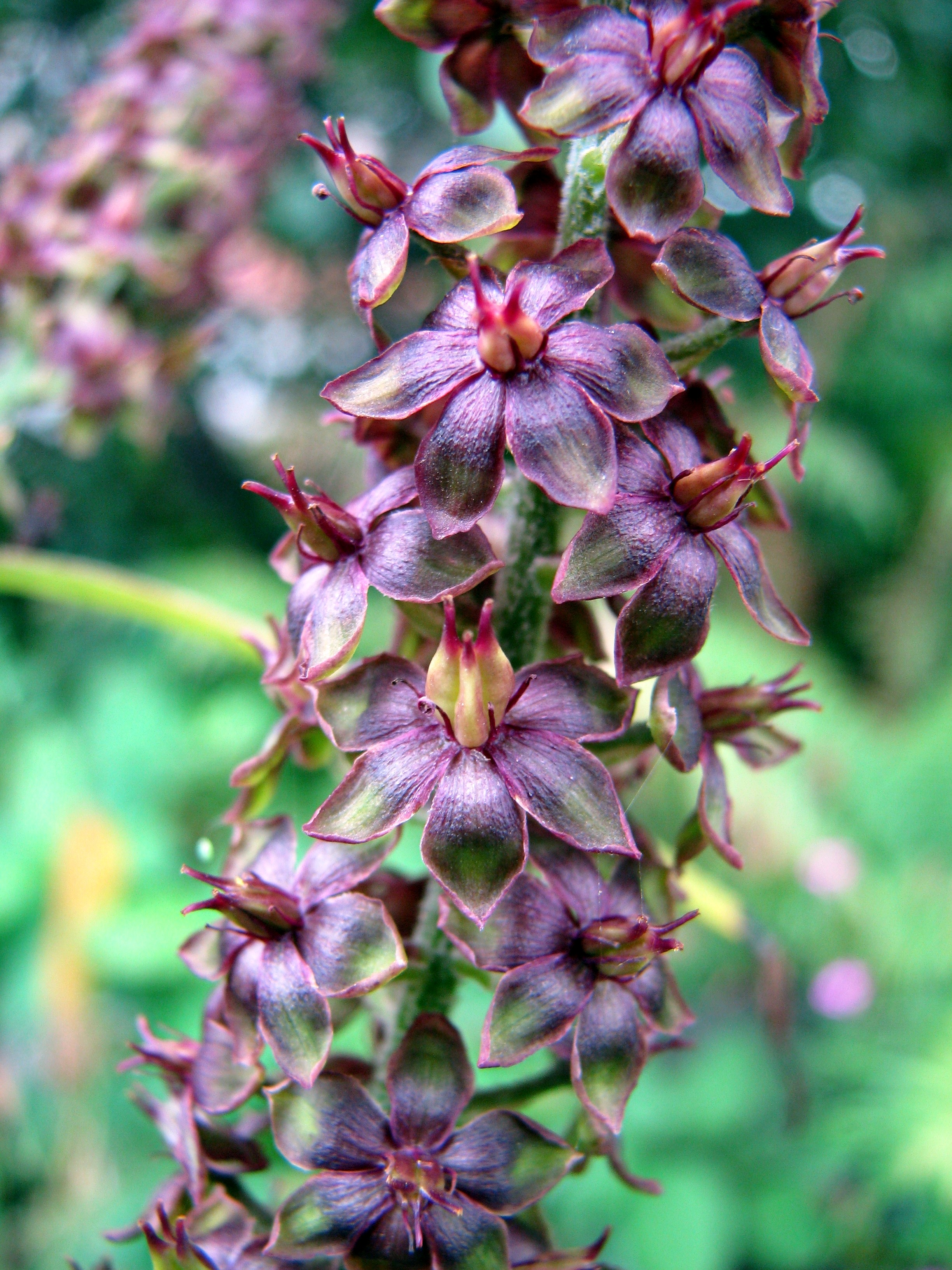
Veratrum nigrum

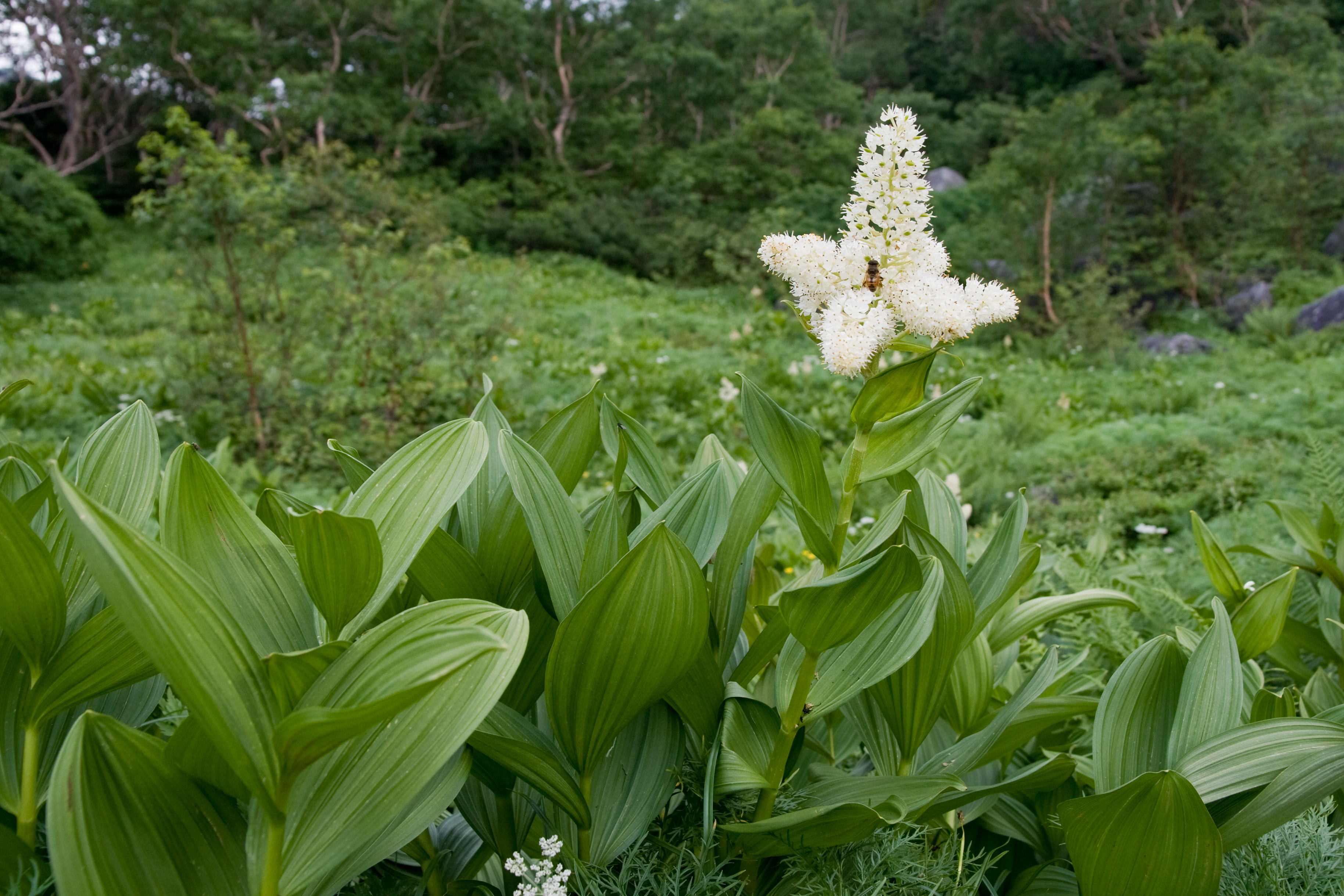
Veratrum stamineum

По информации базы данных The Plant List, род включает 27 видов, распространённых в умеренных и субтропических районах Евразии и Северной Америки. В России встречаются 7 видов, в том числе — Чемерица белая (Veratrum album L.), Чемерица Лобеля (Veratrum lobellianum Bernh.) и Чемерица чёрная (Veratrum nigrum L.).
- Veratrum albiflorum Tolm.
- Veratrum album L. — Чемерица белая
- Veratrum alpestre Nakai
- Veratrum anticleoides (Trautv. & C.A.Mey.) Takeda & Miyake
- Veratrum californicum Durand — Чемерица чашецветная
- Veratrum chiengdaoense K.Larsen
- Veratrum dahuricum (Turcz.) O.Loes. — Чемерица даурская
- Veratrum dolichopetalum O.Loes.
- Veratrum fimbriatum A.Gray
- Veratrum formosanum O.Loes.
- Veratrum grandiflorum (Maxim. ex Miq.) O.Loes.
- Veratrum insolitum Jeps.
- Veratrum lobelianum Bernh. — Чемерица Лобеля
- Veratrum longibracteatum Takeda
- Veratrum maackii Regel — Чемерица маака
- Veratrum mengtzeanum O.Loes.
- Veratrum micranthum F.T.Wang & Tang
- Veratrum nigrum L. — Чемерица чёрная
- Veratrum oblongum O.Loes.
- Veratrum oxysepalum Turcz. — Чемерица остродольная
- Veratrum schindleri O.Loes.
- Veratrum shanense W.W.Sm.
- Veratrum stamineum Maxim.
- Veratrum taliense O.Loes.
- Veratrum × tonussii Poldini
- Veratrum versicolor Nakai
- Veratrum viride Aiton

### Синонимы
По данным Королевских ботанических садов в Кью:
- Helleborus Gueldenst., 1791, nom. illeg.

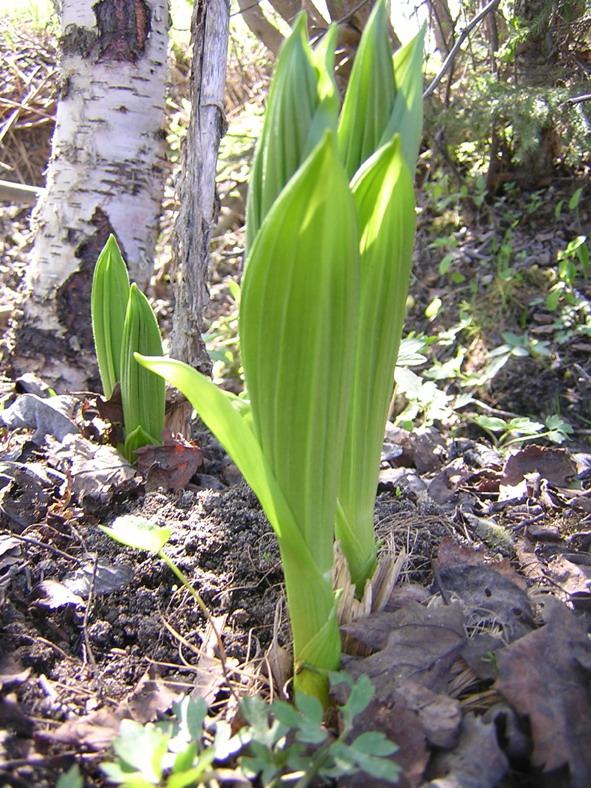
Чемерица белая весной

- Anepsa Raf., 1837
- Acelidanthus Trautv. & C.A.Mey., 1856

## Хозяйственное значение и применение
Все виды чемерицы содержат алкалоиды. 
По латинскому названия рода лат. Veratrum получили название химические вещества: алкалоид вератридин, продукт о-метилирования гваякола вератрол и его производное вератровая кислота.
Корневище чемерицы белой (лат. Rhizoma Veratri) употребляется в медицине для добывания настойки чемерицы (Tinctura Veratri).
В народной медицине чемерица употребляется для присыпки ран у скота, от чемера, а также от педикулёза.
Виды чемерицы ядовиты для медоносных пчёл: поедая пыльцу чемерицы, они гибнут.
Иногда под названием «чемерица» подразумевают другое растение — Морозник (Helleborus).
Как инсектициды могут применяться чемерицы белая, остродольная, даурская и чашецветная.
Настой корневищ чемерицы чёрной хорошо заживляет ссадины и раны.